# Piotr Liu Ziyu
Piotr Liu Ziyu (chiń. 劉子玉伯鐸) (ur. 1843 r. w Zhujiaxie, Hebei w Chinach – zm. 17 lipca 1900 r. tamże) – święty Kościoła katolickiego, męczennik.
Piotr Liu Ziyu urodził się we wsi Zhujiaxie w powiecie Shen, prowincja Hebei. Pracował w fabryce ceramiki. Nigdy się nie ożenił.
Podczas powstania bokserów w Chinach doszło do prześladowań chrześcijan. 5 lipca 1900 r. jego przyjaciel chrześcijanin radził mu schronić się w Tangqui w powiecie Ningcing, ale on nie zgodził się na to. 17 lipca sędzia powiatu Shen Cao Jiancheng wysłał dwóch swoich strażników i grupę bokserów do wsi Zhujiaxie, żeby pojmać tamtejszych chrześcijan. Schwytano Piotra Liu Ziyu. Przywódca bokserów zapytał go, czy wyrzeknie się wiary. Ponieważ nie zgodził się na to, został ścięty.
Dzień jego wspomnienia to 9 lipca (w grupie 120 męczenników chińskich).
Został beatyfikowany 17 kwietnia 1955 r. przez Piusa XII w grupie Leon Mangin i 55 Towarzyszy. Kanonizowany w grupie 120 męczenników chińskich 1 października 2000 r. przez Jana Pawła II.